# Баркёль (озеро)
Баркёль (устар. Баркуль) — бессточное горько-солёное озеро на северо-западе Китая. Располагается в пределах территории Баркёль-Казахского автономного уезда городского округа Хами Синьцзян-Уйгурского автономного района. Площадь озера — 140 км².
Баркёль находится на высоте 1585 м над уровнем моря в Баркёльской долине — межгорной пустынной котловине на востоке Тянь-Шаня. Озеро окружает заболоченная местность, занимающая площадь в 250 км². В долине множество родников, несущих воды в сторону Беркёля, также с востока по канализованному руслу впадает река Дахэ. С юга водосборный бассейн озера ограничивает хребет Баркёльтаг, с севера — хребты Чжоусань и Мэчин-Ула.